# Монте-Арджентаріо
Монте-Арджентаріо (італ. Monte Argentario) — муніципалітет в Італії, у регіоні Тоскана,  провінція Гроссето.
Монте-Арджентаріо розташоване на однойменному півострові, на відстані близько 130 км на північний захід від Рима, 155 км на південь від Флоренції, 38 км на південь від Гроссето.
Населення — 12 840 осіб (2014).

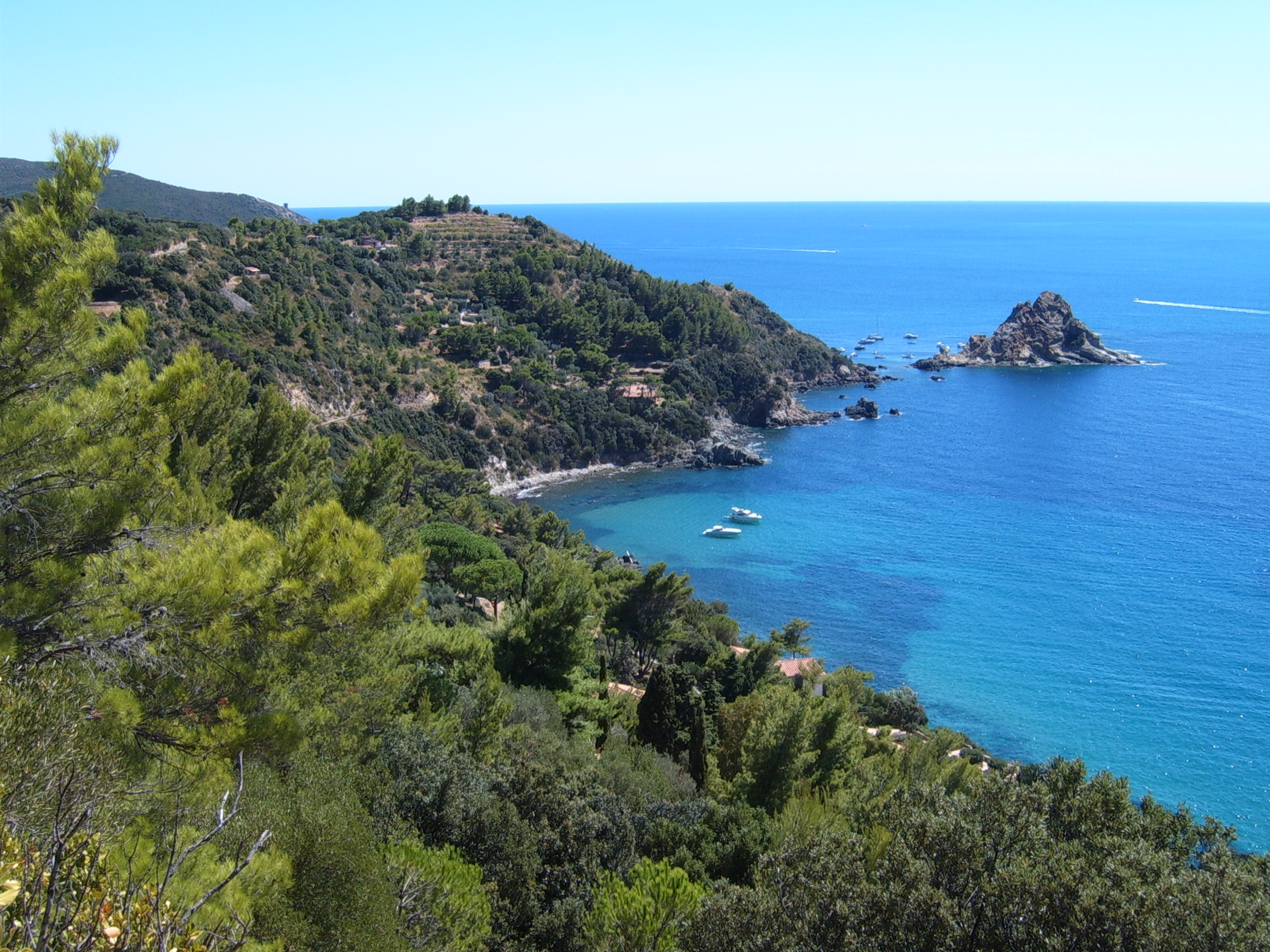

Щорічний фестиваль відбувається 2 червня. Покровитель — Sant'Erasmo.

## Демографія
Населення за роками:

Станом на 1 січня 2023 року в муніципалітеті офіційно проживало 713 іноземців з 55 країн, серед них 380 громадян країн Євросоюзу та 29 громадян України.

## Сусідні муніципалітети
- Орбетелло